# Lusores
Lusores (лат. — игроки, лицедеи, плуты) — независимый театр из Санкт-Петербурга.

## История
Театр создан в 2007 году как независимое творческое сообщество. В основе художественной программы театра лежит осознание современности как территории высокого постмодернизма, преодолевшего цинизм и пришедшего к одинаково уважительному отношению ко всем стилям и культурным эпохам. Это освобождает от тенденциозности и оценки, и дает возможность актуализировать текст в настоящее без снисхождения или подобострастности. Так, в репертуаре на равных уживаются: нонсенс Льюиса Кэрролла, духовные стихи калик перехожих, поэзия русского авангарда и концептуальные перформансы.
Режиссёр: Александр Савчук

## Играют
- засл. арт. Галина Мочалова
- Анна Прохорова
- Анна Савенкова
- Виктория Евтюхина
- Дарья Соколова
- Liga Korlasa
- Наталия Тарыничева
- Наталия Внукова
- Ника Савчук
- Александр Кошкидько
- Александр Савчук
- Виталий Гребенщиков

Работают с театром:
- Александра Житинская
- Екатерина Андреева

## Спектакли
- «Losers XP» — самый плохой спектакль в городе
- «Алиса В» — пазл по Л.Кэрроллу
- «Небесные верблюжата» — кубофутуризм Е.Гуро
- «Два лазаря» — русские апокрифы
- «Синфония № 2» — игра в безумие
- «Зангези» — доски судьбы
- «Гильгамеш 1,2» — «Двойники» (ритуал)
- «Гильгамеш 3,4,5» — «Хумбаба» (лекция)
- «Гильгамеш 6,7» — «Иштар» (проекция)
- «Норма» — текст Владимира Сорокина
- «Гильгамеш 8,9,10» —  «Путешествие» (плач)
- «Гильгамеш 11» — «Потоп» (разговор)
- «Гильгамеш 12» — «Познавший» (речитатив)
- «Подполье. Бездействие по Достоевскому» — спектакль для одного зрителя
- «Школа жуков» — урок тишины
- «РЫ» — микроопера

## Победитель фестивалей
- «Рождественский парад 2007» («Losers XP» — «Начинайте, мы поддержим»)
- «Радуга 2008» («Losers XP» — «За поиски в театре абсурда»)
- «Рождественский парад 2009» («2 Лазаря» — «За режиссуру», «За обращение к корням»)
- «Пасхальный молодёжный фестиваль 2010» («2 Лазаря» — «За лучший спектакль», «За лучший ансамбль»)
- «Рождественский парад 2010» («Синфония № 2» — «Лучший экспериментальный театр города»)
- «Прорыв 2010» («Синфония № 2» — специальный диплом жюри)
- «Pro Contra 2011» (Щецин, Польша) («2 Лазаря» — почётный приз жюри)
- «Рождественский парад 2011» («Зангези» — «За экспериментальную режиссуру»)
- «Актёр Европы 2012» (Преспа, Македония) ("2 Лазаря" — "За актёрский ансамбль", "За соединение традиции и современности")
- «Рождественский парад 2012» («Гильгамеш 1,2» — «За лучшую режиссуру»)
- «Золотой Софит 2013/2014» ("Гильгамеш 1,2 / 3,4,5 / 6,7" — специальный приз экспертного совета "За верность замыслу")
- «Прорыв 2016» ("Гильгамеш. О всё познавшем" - специальный приз ДТЗК "Уникальному театральному проекту, выросшему до масштабов гуманитарного исследования")
- «Золотой софит 2019» («РЫ» — специальный приз экспертного совета "За театральное воплощение трансфутуристской поэзии в спектакле «РЫ»)
- «Georgievich Award. Heaven 49», премия им. Валерия Петрова и философского объединения 1950 - 70-х гг «Круг Понтилы» («РЫ» — микро-опера по произведениям Р.Никоновой удостоена Ордена «С Благодарностью от Человечества!». Награду вручали друзья и коллеги Никоновой: Татьяна Никольская, Татьяна Сорокушка, Михаил Лоов)